# Helmsley Building
Pour les articles homonymes, voir Helmsley (homonymie).

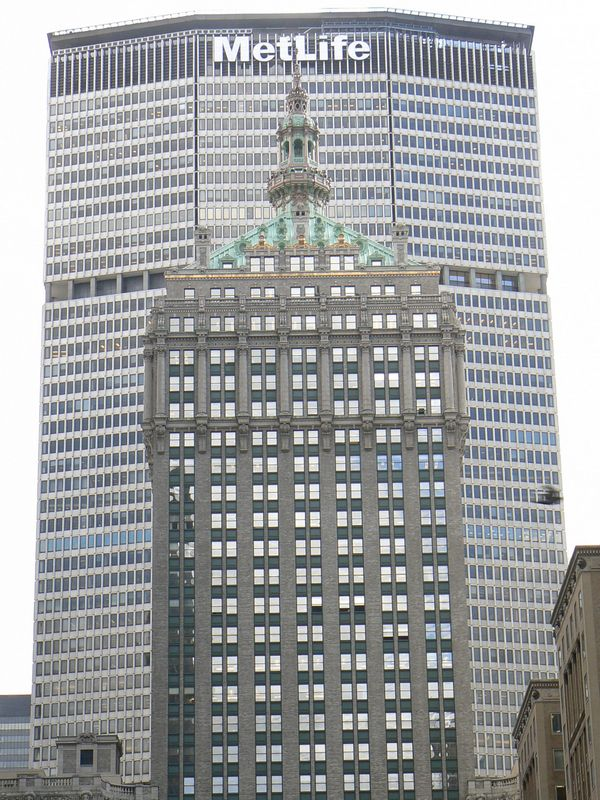
L'Helmsley Building et le MetLife Building

Le Helmsley Building (230 Park Avenue) se trouve dans la ville de New York aux États-Unis dans le quartier du midtown Manhattan.
Immeuble de 34 étages et d'une hauteur de 172 m, il fut construit en 1929 pour abriter le siège de la compagnie New York Central Railroad (compagnie qui appartenait au richissime tycoon Cornelius Vanderbilt).
Il a été conçu par les architectes Warren et Wetmore (qui avaient aussi dessinés la Gare de Grand Central Terminal). Il s'appelait auparavant New York Central Building (son nom actuel « The Helmsley Building », lui fut donné par Leona Helmsley en 1997).
L'Helmsley Building est le seul building de New York à enjamber une avenue. Deux tunnels permettent aux voitures d'accéder à Pershing Viaduct et Park Avenue Sud.
Acheté en 2006 par Istithmar, une société de placement en valeurs immobilières possédée par la famille royale de Dubaï, pour 705 millions de $ (en même temps que l'Essex House) il a été revendu l'année suivante pour un milliard de $ à Goldman Sachs.